# 道士
道士一词，在古代可以指的是一般学道、务道之士，是學道之人的泛稱，並非完全指向道教的信徒。在宋朝以後，道士逐漸成為道教神職人員的專有名詞。初步统计，截至2011年，中国大陸有道士近10万人。

## 起源
道家思想最早可追溯到老子、莊子。
《春秋繁露‧循天之道》有「古之道士」一詞，但不是指道教徒。真正的道士之稱可能始於漢代，張道陵創立「五斗米道」，奉老子為始祖。東漢漢靈帝時，张角創立太平道之後，始有道教之名。
晉代葛洪《抱朴子·內篇‧明本》亦有“惟道家之教，使人精神專一，動合無形。”《太霄琅書經》稱：“人行大道，號為道士。……身心順理，唯道是從，從道為事，故稱道士。
「道士」一词是寇谦之时才开始广泛使用。有道教界人士認為，道士专指進入道教廟宇求真理之人，不指在家修道的居士，也不能指使用方術的方士。但直到宣統退位，道士與方士的稱呼仍在史書、典籍中混用。
《佛學大辭典》宣稱道士一詞原本是對於佛僧的稱呼，但後來這個詞語被黃巾賊濫竊，於是佛教方面不再使用這個詞語來指稱佛教僧侶。

## 歷史

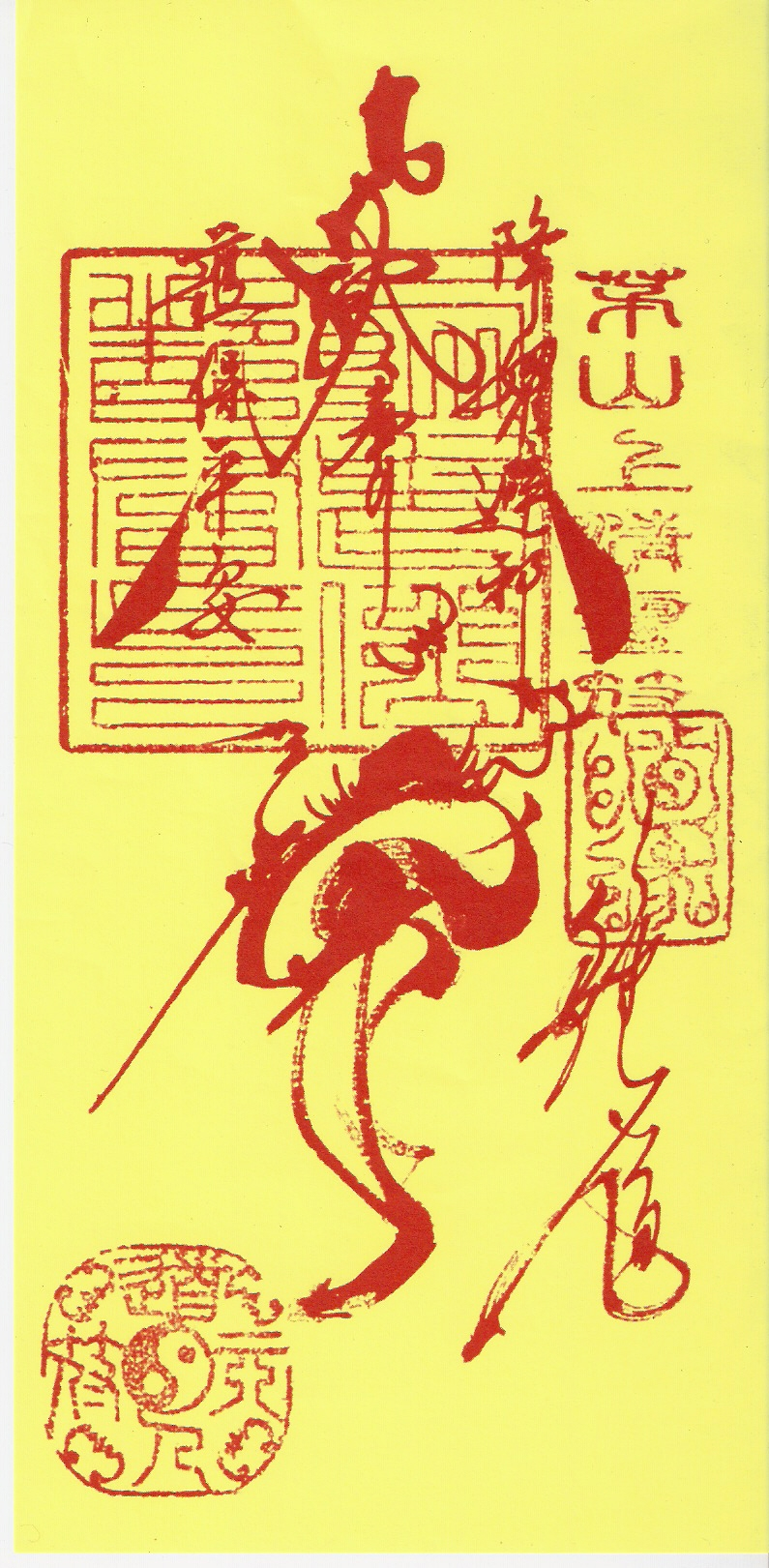
驅魔符

南北朝时代又多以道人稱佛教沙門。“真人”又是道士的一種尊稱。南北朝的道士尊称张陵为“正一真人”，许谧为“上清真人”。東晉《太極真人敷靈寶齋戒威儀諸經要訣》云：“夫先生者，道士也。於此學仙，道成曰真人；體道大法，謂之真人矣。”陸修靜稱道士以道德為父，神明為母，清靜為師，太和為友。
《太上洞玄灵宝出家因缘经》真正定義了道士的職務：“所以名为道士者，谓行住坐卧，举心运意，唯道为务；持斋礼拜，奉诫诵经，烧香散花，然灯忏悔，布施愿念，讲说大乘，教导众生，发大道心，造诸功德，普为一切，后己先人，不杂尘劳，唯行道业”。
到了唐朝道人又專指道士。即使是到了唐朝，道士、道人、方士等名詞還是經常混用。
《唐六典》卷四云：“道士修行有三号：其一曰法师，其二曰威仪师，其三曰律师。其德高思精，谓之炼师。”

## 称呼

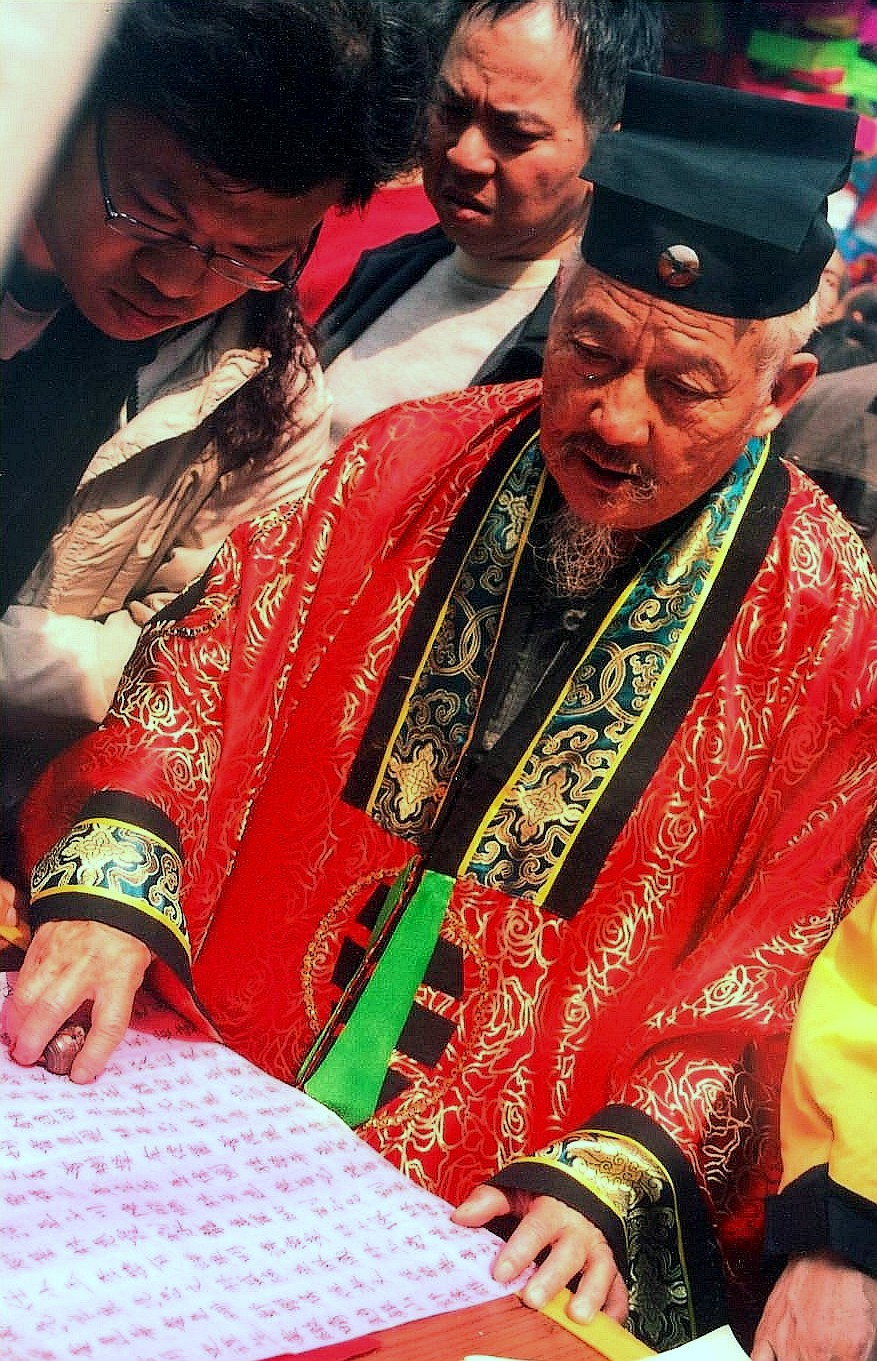
道士

- 道士，也称道人、羽士、羽客、黄冠等
- 資歷深的道士又會被尊稱為道長、高功
- 男性的道士可称为乾道
- 女性的道士可稱為坤道，又稱女冠，俗稱道姑
- 古代佛門弟子亦可稱道士

## 分類
按地域，道士又可分為茅山道士、羅浮道士等。《三洞奉道科誡》將道士分為六階:“一、天真道士，二、神仙道士，三、山居道士，四、出家道士，五、在家道士，六、祭酒道士。”，道士中被認為道功最高者，稱為“高功”。
閔智亭道長《道教雜講隨筆》述：“全真高功一定須得到上一代高功的「撥職」才是合格高功。”北魏人寇謙之改革天師道，自稱天師，自此道教徒可在家立壇。

## 特徵
道士的服装称为道袍，是一种中国古代的汉服，还要戴古代的冠巾，脚上穿的鞋叫做云履(雲鞋)。道士进行宗教活动的场所称为宫、观、道院或者庙，他们大多住在这些宫观里面。当然现在內襯多半是满清式马褂的道服。
道士在演法時會穿著法服，這些法服會有標記、分辨道士的法位及尊卑的功能，然而在現代因取得法服的難度降低而逐漸喪失此功能。
现代道教主要分為全真派與正一派兩派，一個傳統的全真派道士，需受戒出家，居住於宮觀之內，大部分素食，不許娶妻，類似佛教僧侶。道人時常留鬚蓄髮，头顶挽髻，强调打坐、冥想。另外還有全真南派，可以娶妻生子。
正一派的道士可以结婚，可以居住家中，也称「火居道士」，不齋戒時可喫荤食肉（除了雁、狗、龜、鱉等肉），很少人出家，髮型大多也是一般的現代髮型。集會時方赴宮觀，主要从事道教仪式活动，尤其强调畫符、念咒，驅使鬼神。现代正一弟子须经过授箓才成为有资格的道士，

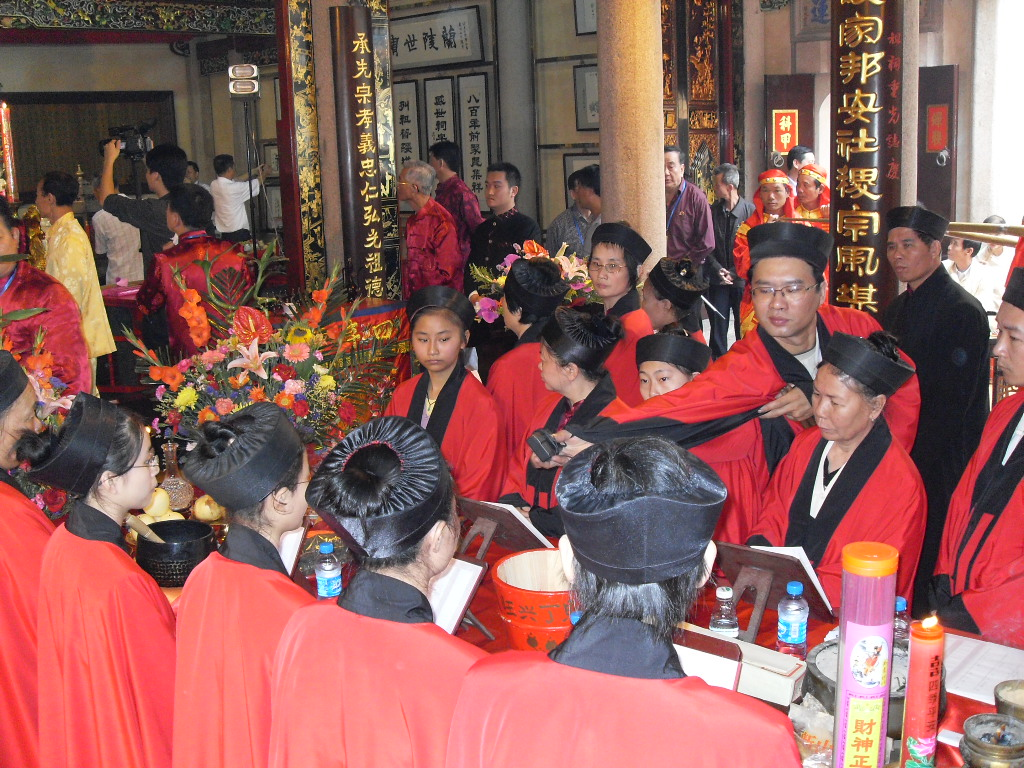
法會

## 延伸閱讀
- 吉岡義豐：〈道士的道院生活 （页面存档备份，存于）〉。